# Contreras, Burgos
Contreras, Burgos là một đô thị trong tỉnh Burgos, Castile và León, Tây Ban Nha.